# Game over

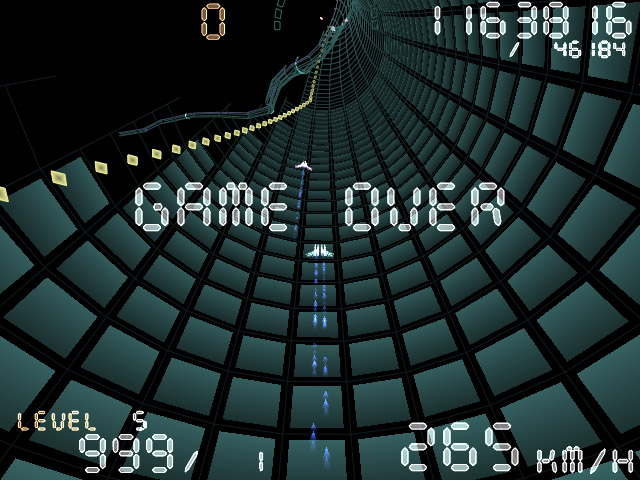
Torus Trooper

Game over (joc finalitzat en català) és un missatge en videojocs que assenyala al jugador que el joc ha acabat, normalment de forma negativa, en una situació en la qual no es permet continuar jugant, com després de perdre totes les vides o fallar un objectiu crucial, encara que en ocasions també apareix després de completar el joc correctament. La frase s'ha convertit gairebé en argot, comunament descrivint un event que causa mal a una persona.

## Història
La frase es va emprar per primera vegada en 1950, en dispositius com màquines de pinball electromecàniques, que mostraven la frase amb bombetes.
Abans de l'arribada de les videoconsoles i ordinadors personals, les sales arcade eren la plataforma predominant per jugar videojocs. Per fer-ho, els usuaris havien de dipositar una fitxa o moneda (tradicionalment una moneda de 25 cèntims, en Estats Units) en una màquina arcade. Normalment, el jugador disposava d'un nombre finit de vides (o intents) per progressar en el joc, l'esgotament de les quals resultava, per norma general, en el desplegament del missatge de “Game over”, indicant que el joc havia acabat. La frase també podia estar seguida del missatge “Play again?” (Voleu jugar una altra vegada? en català) i un recordatori al jugador que podia introduir més fitxes per evitar que el joc acabi i seguir el seu progrés. El missatge també es podia veure en les pantalles quan estaven en Attract mode, fins que un jugador insertava un crèdit; llavors el missatge canviava al nombre de crèdits inserits i es demanava el nombre de jugadors (1 o 2).
Quan aquests jocs varen ser portats a videoconsoles, la pantalla de “Game over” i el missatge de “Continuar?” es mantingueren, però només necessitaven que es pitgés un botó per poder continuar jugant, sense que s'introduís cap moneda; mentre la indústria del videojoc passava de d'estar centrada a l'arcade a estar centrada a les cases, la inclusió d'aquesta pantalla ja no era necessària, perquè no comportava cap benefici econòmic. De tota manera, el concepte de Game Over va romandre imbuït al medi, com una manera d'afegir un element de risc: a un jugador que no aconseguia complir l'objectiu del joc (possiblement de manera repetida) li seria mostrada la pantalla i seria forçat a començar de nou des de o bé el principi del joc o bé des d'un punt de guardat anterior.
Amb el desenvolupament de l'esmentada funció de guardat (complementada amb el sistema de contrasenyes menys popular, que ara es considera arcaic), el missatge “Game Over” s'ha tornat menys freqüent a mesura que es permet als jugadors tornar a un estat anterior del joc, que ha estat emmagatzemat a la memòria ja sigui mitjançant un jugador guardant deliberadament el joc o arribant a un punt de control (cosa que fa que el joc es desi automàticament). Molts jocs moderns tècnicament no “s'acaben" fins que no es completen i, tot i que les pantalles "Game over" continuen presents en molts d'ells d'una forma o altra, és estrany que signifiquin un retorn forçat al començament del joc, i només marginalment és més habitual que signifiquin una pèrdua substancial de progressos. Els Roguelikes són l'excepció més comuna a aquesta regla; permadeath sovint és un element bàsic del gènere.
Game over" ha vist algunes variacions. Per exemple, després de la mort del personatge del jugador, Little King's Story mostra el missatge "LIFE OVER" i Nights into Dreams... utilitza "NIGHT OVER". Antartic Adventure utilitza “TIME OVER”. Les pantalles que es mostren en punts equivalents es consideren pantalles "Game over", fins i tot si el missatge que es mostra és completament diferent, com ara "YOU ARE DEAD" (vist a Resident Evil, God of War, Left 4 Dead entre d'altres), " YOU DIED "(vist a la sèrie Souls, Cuphead i Bloodborne)," wasted, busted, and mission failed"(vist a Grand Theft Auto), o" “GOOD NIGHT" (vist a la sèrie Klonoa, Luigi's Mansion, i altres). El joc arcade Missile Command, de 1980, mostra el missatge "The End", un missatge que normalment es veu quan s'aconsegueix la victòria.
Alguns jocs tenen una sèrie de pantalles diferents de “Game over” que són específiques del mode, nivell o la situació del joc. Aquests s'anomenen “non-standard game over screens” i, sovint, són el resultat de no aconseguir certs objectius.

## Altres usos
La frase s'usa ocasionalment per indicar el final d'un argument o procés en la vida real. El gener de 2011, els manifestants en diversos països d'el nord d'Àfrica i Orient Mitjà van usar el lema "Game over" en pancartes per expressar els seus sentiments antigovernamentals.
"Game over" també s'usa de vegades com una frase per reconèixer la derrota, com per exemple en la pel·lícula Aliens on un dels protagonistes, el soldat William Hudson (Bill Paxton), crida: "Game over, man. Game over! " després que la nau destinada a rescatar-lo i la seva expedició és destruïda. L'ús de la frase de Paxton es va incloure de forma abreujada en l'adaptació de el joc de SNES d'Alien 3, tot i que el personatge de Hudson no va aparèixer en la pel·lícula. Els problemes de drets d'autor van impedir que es fes servir l'àudio real d'Aliens i la mostra va ser un enregistrament fet per Paxton específicament per al joc. La cita de "Game Over" s'escolta completament després que es dreni la bolla final en l'adaptació virtual d'Aliens de pinball de Zen Studios, La línia "Game Over" no estava en l'script d'Aliens, però va ser improvisada per Paxton.
La frase també s'usa diverses vegades en la sèrie de pel·lícules Saw, a causa de el costum de l'antagonista per referir-se a les trampes que crea com "jocs".
En la pel·lícula, Scott Pilgrim vs. the World, el personatge Scott toca la melodia “Game over” del clàssic videojoc Super Mario World.